# DIP přepínač

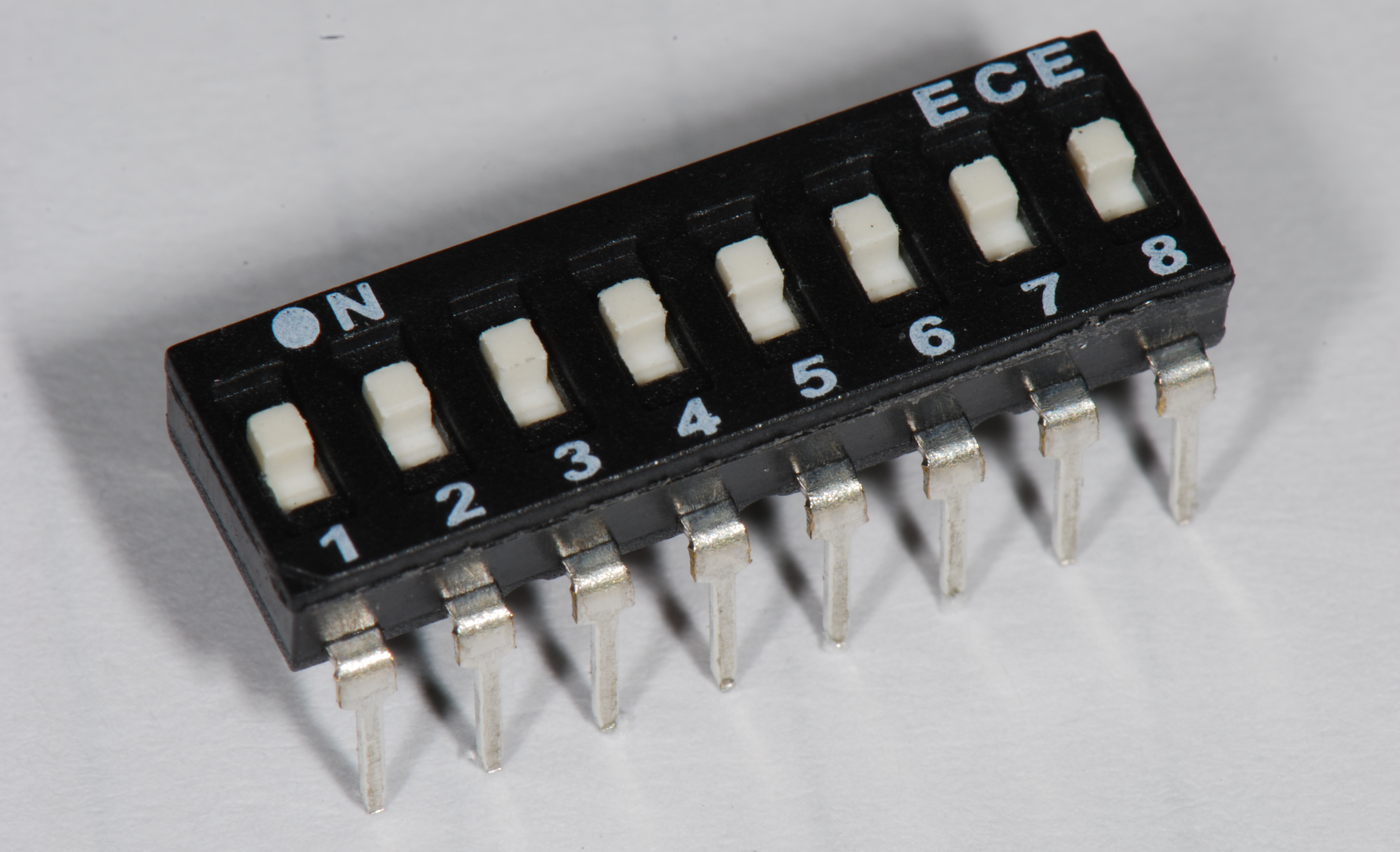
Posuvný DIP přepínač

DIP přepínač je vícenásobný přepínač zapájený přímo do desky plošných spojů (DPS). Tvoří ho několik dvojic kontaktů, které lze nezávisle na sobě spojit nebo rozpojit. Jednotlivé kontakty jsou uspořádány ve dvou řadách a zapouzdřeny v keramickém či plastovém pouzdře - tzv. Dual In-Line Package (DIP). Celému přepínači se pak říká DIP switch. Rozpojení či spojení každé konkrétní dvojice kontaktů je přitom určeno polohou malé páčky, která se buď posouvá (pak jde o tzv. slide DIP switch) nebo "kolébá" (pak jde o tzv. rocker DIP switch). Dvě význačné polohy každé páčky jsou označovány jako ON (zapnuto, což odpovídá propojení příslušných kontaktů), resp. OFF (vypnuto, rozpojení kontaktů).

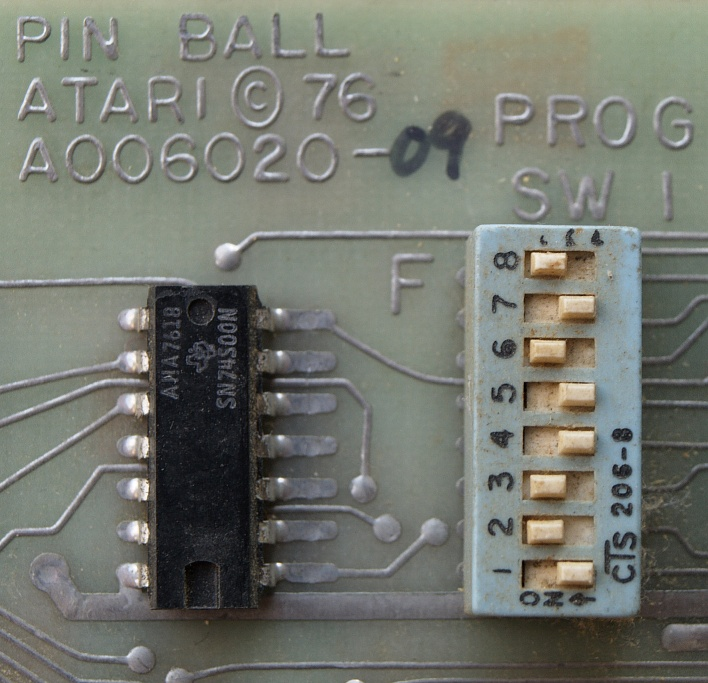
Raný DIP přepínač z roku 1976
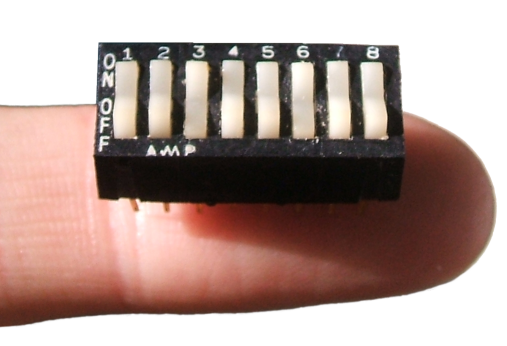
Kolébkový DIP přepínač